# Lithops amicorum
Lithops amicorum är en isörtsväxtart som beskrevs av Desmond Thorne Cole.
Lithops amicorum ingår i släktet Lithops och familjen isörtsväxter. Inga underarter finns listade i Catalogue of Life.